# Barata Ribeiro, 716
Barata Ribeiro, 716 é um longa metragem brasileiro de 2016, dirigido por Domingos de Oliveira.

## Enredo
A história se passa nos anos 1960, na intensa boemia carioca, o engenheiro e aspirante a escritor Felipe (Caio Blat) leva uma vida regada aos prazeres do álcool, em festas alucinantes realizadas num apartamento dado por seu pai (Daniel Dantas), na famosa rua Barata Ribeiro, em Copacabana. Lá, ele e seus amigos desfrutam de tudo, que a liberdade pode oferecer, mesmo em meio a um momento político complicado.
Conta ainda atores como: Sophie Charlotte, Maria Ribeiro, Lívia de Bueno, Álamo Facó, Sérgio Guizé e Pedro Cardoso.

## Prêmios e indicações
Na noite de 28 de agosto de 2016, num domingo, o filme se consagrou o grande vencedor do 44º Festival de Cinema de Gramado.
O filme recebeu quatro Kikitos, incluindo Melhor Filme e Melhor Diretor, para Domingos Oliveira, Melhor Atriz Coadjuvante para Glauce Guima e Melhor Trilha Musical.
"Caio foi meu ego neste filme e eu fui o outro".
"Sou o alterego do Domingos. Aliás, sou pequeno em estatura, mas na verdade sou o ego do Domingos”.
| Ano  | Premiação                          | Categoria                                      | Resultado |
| ---- | ---------------------------------- | ---------------------------------------------- | --------- |
| 2016 | Festival de Gramado                |                                                |           |
| 2016 | Festival de Gramado                | Melhor Atriz Coadjuvante (Glauce Guima)        | Venceu    |
| 2016 | Festival de Gramado                | Melhor Direção                                 | Venceu    |
| 2016 | Festival de Gramado                | Melhor Trilha Sonora                           | Venceu    |
| 2016 | Festival de Gramado                | Melhor Filme                                   | Venceu    |
| 2017 | Grande Prêmio do Cinema Brasileiro | Melhor Filme Comédia                           | Indicado  |
| 2017 | Grande Prêmio do Cinema Brasileiro | Melhor Ator para Caio Blat                     | Indicado  |
| 2017 | Grande Prêmio do Cinema Brasileiro | Melhor Atriz coadjuvante para Sophie Charlotte | Indicada  |
| 2017 | Grande Prêmio do Cinema Brasileiro | Melhor Roteiro Original                        | Venceu    |
| 2017 | Grande Prêmio do Cinema Brasileiro | Melhor Trilha Sonora Original                  | Indicado  |